# Hector Quine
Hector William Quine (ur. 30 grudnia 1926 w Londynie, zm. 1 stycznia 2015 tamże) – brytyjski gitarzysta klasyczny i nauczyciel akademicki.

## Życiorys
W okresie II wojny światowej walczył w Egipcie, Palestynie i Norwegii. Po powrocie do Londynu w 1948 zaczął pobierać od rosyjskiego imigranta Alexisa Chesnakova gry na gitarze. Od 1958 wykładowca w Trinity College of Music, 1959 Royal Academy of Music, a od 1966 w Guildhall School of Music and Drama.
Współpracowali z nim Richard Stoker, Arthur Wills, Alun Hoddinott i Stephen Dodgson.